# Квибелл, Джеймс
Джеймс Эдвард Квибелл (11 ноября 1867, Ньюпорт, Шропшир — 5 июня 1935, Хартфорд) — английский египтолог.

## Биография
Квибелл родился в Ньюпорте, Шропшир (Великобритания). В 1900 году женился на шотландской художнице и археологе Энни Абернетти Пири.
Квибелл получил образование в Adams' Grammar School и Крайст-черч в Оксфорде. Увлекшись древностями, он попросился в ученики к профессору Флиндерсу Питри, с которым работал в Коптосе в 1893 году, а в последующие годы — в Нагаде, Булеасе, Фивах, Эль-Кабе и Иераконполе. Также Квибелл помогал Сесилу Фирсу при раскопках в Саккаре. Между 1899 и 1904 годами он работал главным инспектором древностей в Дельте и Среднем Египте (ему противостоял Говард Картер, который был главным инспектором в Луксоре). Позже, в 1904—1905 годы Квибелл стал главным инспектором в Саккаре. В 1914—1923 годах он служил хранителем в Каирском музее и занимал пост директора раскопок ступенчатой пирамиды Джосера в 1931—1935 годах.
После полугодового обучения в Берлинском университете имени Гумбольдта Квибелл получил назначение в Комиссию каталогов Каирского египетского музея, а в 1899 году стал специалистом по кадрам в Департаменте древностей. Его коллегой стал Говард Картер.
Квибелл работал в Саккаре, в Долине Царей (где в 1905 году открыл гробницу Йуйи и Туйи), в Иераконполе (древний Нехен), где наряду с другими находками его команда в 1898 году обнаружила палетку Нармера. В этом же году он был назначен инспектором Службы древностей в Дельте и Среднем Египте. Позднее он служил директором Каирского египетского музея с 1914 по 1923 годы и секретарём в Службе древностей до 1925 года, когда ушёл в отставку.
Скончался Джеймс Квибелл 5 июня 1935 года в Хартфорде (Великобритания).